# Chiara Mormile
Chiara Mormile (Roma, 30 de mayo de 1995) es un deportista italiana que compite en esgrima, especialista en la modalidad de sable.
En los Juegos Europeos de Cracovia 2023 consiguió una medalla de plata en la prueba por equipos. Ganó una medalla de bronce en el Campeonato Europeo de Esgrima de 2025.
Participó en los Juegos Olímpicos de París 2024, ocupando el séptimo lugar en la prueba por equipos.

## Palmarés internacional
| Juegos Europeos    | Juegos Europeos    | Juegos Europeos   | Juegos Europeos   |
| Año                | Lugar              | Medalla           | Prueba            |
| ------------------ | ------------------ | ----------------- | ----------------- |
| 2023               | Cracovia (Polonia) | Medalla de plata  | Sable por equipos |
| Campeonato Europeo |                    |                   |                   |
| Año                | Lugar              | Medalla           | Prueba            |
| 2025               | Génova (Italia)    | Medalla de bronce | Sable por equipos |